# Gheorghe Bánffy al II-lea
Gheorghe Bánffy al II-lea (n. 24 decembrie 1746, Simeria, România – d. 5 iulie 1822, Cluj, Imperiul Austriac) a fost guvernator al Marelui Principat al Transilvaniei între anii 1787-1822.
În anul 1789 a aprobat cererea medicului Ioan Piuariu-Molnar, originar din Sadu, de a edita primele ziare românești din Transilvania: „Foaie românească pentru sătean” și „Foaie românească pentru econom”.